# Medaliści mistrzostw świata w kolarstwie BMX - Jazda na czas juniorów
Lista medalistów i medalistek mistrzostw świata w kolarstwie BMX w jeździe na czas juniorów.

## Kobiety
| Rok i miejsce                    | Złoto           | Srebro          | Brąz               |
| -------------------------------- | --------------- | --------------- | ------------------ |
| 2011 Kopenhaga, Dania            | Melinda McLeod  | Brooke Crain    | Nadja Pries        |
| 2012 Birmingham, Wielka Brytania | Felicia Stencil | Nadja Pries     | Simone Christensen |
| 2013 Auckland, Nowa Zelandia     | Felicia Stencil | Rachel Jones    | Sarah Sailer       |
| 2014 Rotterdam, Holandia         | Sandie Thibaut  | Domenica Azuero | Shealen Reno       |
| 2015 Zolder, Belgia              | Axelle Etienne  | Ruby Huisman    | Natalija Afriemowa |

## Mężczyźni
| Rok i miejsce                    | Złoto          | Srebro          | Brąz            |
| -------------------------------- | -------------- | --------------- | --------------- |
| 2011 Kopenhaga, Dania            | Darryn Goodwin | Trent Woodcock  | Thomas Doucet   |
| 2012 Birmingham, Wielka Brytania | Romain Mahieu  | Carlos Ramírez  | Lain Van Ogle   |
| 2013 Auckland, Nowa Zelandia     | Romain Mahieu  | Sean Gaian      | Niek Kimmann    |
| 2014 Rotterdam, Holandia         | Niek Kimmann   | Collin Hudson   | Brandon Te Hiko |
| 2015 Zolder, Belgia              | Shane Rosa     | Brandon Te Hiko | Collin Hudson   |